# Temporada 1984-85 de los Seattle SuperSonics
La temporada 1984-85 fue la decimoctava de los Seattle SuperSonics en la NBA. La temporada regular acabó con 31 victorias y 51 derrotas, ocupando el noveno puesto de la conferencia Oeste, no logrando clasificarse para los playoffs.

## Elecciones en elDraft
| Ronda | Puesto | Jugador        | Posición | Nacionalidad   | Universidad/Club |
| ----- | ------ | -------------- | -------- | -------------- | ---------------- |
| 2     | 28     | Cory Blackwell | Alero    | Estados Unidos | Wisconsin        |
| 2     | 39     | Danny Young    | Base     | Estados Unidos | Wake Forest      |

## Temporada regular
| División Pacífico        | División Pacífico | División Pacífico | División Pacífico | División Pacífico | División Pacífico | División Pacífico | División Pacífico | División Pacífico |
| Equipo                   | G                 | P                 | %                 | PD                | Casa              | Fuera             | Div               |                   |
| ------------------------ | ----------------- | ----------------- | ----------------- | ----------------- | ----------------- | ----------------- | ----------------- | ----------------- |
| y-Los Angeles Lakers     | 62                | 20                | .756              | –                 | 36–5              | 26–15             | 18–12             |                   |
| x-Portland Trail Blazers | 42                | 40                | .512              | 20                | 33–8              | 15–26             | 17–13             |                   |
| x-Phoenix Suns           | 36                | 46                | .439              | 26                | 32–9              | 10–31             | 14–16             |                   |
| Seattle SuperSonics      | 31                | 51                | .378              | 31                | 31–10             | 10–31             | 16–14             |                   |
| Los Angeles Clippers     | 31                | 51                | .378              | 31                | 27–14             | 10–31             | 13–17             |                   |
| Golden State Warriors    | 22                | 60                | .268              | 40                | 25–16             | 5–36              | 12–18             |                   |

## Estadísticas
| Rk | Jugador          | Edad | P  | PT | MP   | TC  | TCI  | %TC  | T3  | T3I | %T3  | TL  | TLI | %TL  | RO  | RD  | RT   | AS  | RB  | TAP | BP  | FP  | PTS  |
| -- | ---------------- | ---- | -- | -- | ---- | --- | ---- | ---- | --- | --- | ---- | --- | --- | ---- | --- | --- | ---- | --- | --- | --- | --- | --- | ---- |
| 1  | Tom Chambers     | 25   | 81 | 60 | 36.1 | 7.8 | 16.1 | .483 | 0.1 | 0.3 | .273 | 5.9 | 7.0 | .832 | 2.0 | 5.1 | 7.1  | 2.6 | 0.9 | 0.7 | 3.2 | 3.9 | 21.5 |
| 2  | Jack Sikma       | 29   | 68 | 68 | 35.3 | 6.8 | 13.9 | .489 | 0.0 | 0.1 | .200 | 4.9 | 5.8 | .852 | 2.4 | 8.2 | 10.6 | 4.2 | 1.2 | 1.3 | 2.4 | 3.5 | 18.5 |
| 3  | Gerald Henderson | 29   | 79 | 78 | 33.5 | 5.4 | 11.3 | .479 | 0.1 | 0.5 | .237 | 2.5 | 3.2 | .780 | 0.9 | 1.5 | 2.4  | 7.1 | 1.8 | 0.1 | 2.9 | 2.5 | 13.4 |
| 4  | Al Wood          | 26   | 80 | 79 | 31.8 | 6.4 | 13.3 | .485 | 0.1 | 0.4 | .212 | 2.1 | 2.7 | .776 | 1.2 | 2.3 | 3.5  | 3.0 | 1.1 | 0.7 | 1.5 | 2.3 | 15.0 |
| 5  | Danny Vranes     | 26   | 76 | 70 | 28.5 | 2.4 | 5.3  | .463 | 0.0 | 0.1 | .250 | 0.9 | 1.7 | .528 | 2.0 | 3.7 | 5.7  | 2.0 | 1.0 | 0.8 | 1.6 | 3.4 | 5.8  |
| 6  | Ricky Sobers     | 32   | 71 | 12 | 21.0 | 3.9 | 8.8  | .446 | 0.1 | 0.4 | .286 | 1.9 | 2.3 | .815 | 0.4 | 1.1 | 1.5  | 3.5 | 0.7 | 0.1 | 2.2 | 2.2 | 9.9  |
| 7  | Tim McCormick    | 22   | 78 | 27 | 20.3 | 3.4 | 6.2  | .557 | 0.0 | 0.0 | .000 | 2.4 | 3.4 | .715 | 1.9 | 3.2 | 5.1  | 1.0 | 0.2 | 0.4 | 1.5 | 2.7 | 9.3  |
| 8  | Jon Sundvold     | 23   | 73 | 1  | 15.8 | 2.3 | 5.5  | .425 | 0.2 | 0.5 | .316 | 0.7 | 0.8 | .814 | 0.2 | 0.7 | 1.0  | 2.8 | 0.5 | 0.0 | 1.2 | 1.2 | 5.5  |
| 9  | Scooter McCray   | 24   | 6  | 0  | 15.5 | 1.0 | 1.7  | .600 | 0.0 | 0.0 |      | 0.5 | 0.7 | .750 | 1.0 | 1.8 | 2.8  | 1.2 | 0.2 | 0.5 | 1.7 | 2.2 | 2.5  |
| 10 | Joe Cooper       | 27   | 3  | 1  | 15.0 | 2.3 | 5.0  | .467 | 0.0 | 0.0 |      | 1.0 | 2.0 | .500 | 1.0 | 2.0 | 3.0  | 0.7 | 0.7 | 0.3 | 0.0 | 2.3 | 5.7  |
| 11 | Frank Brickowski | 25   | 78 | 9  | 14.3 | 1.9 | 3.9  | .492 | 0.0 | 0.1 | .000 | 1.1 | 1.6 | .669 | 1.0 | 2.4 | 3.3  | 1.3 | 0.4 | 0.2 | 1.3 | 2.2 | 4.9  |
| 12 | Reggie King      | 27   | 60 | 5  | 14.3 | 1.1 | 2.5  | .423 | 0.0 | 0.0 |      | 0.7 | 1.0 | .695 | 0.7 | 1.3 | 2.0  | 0.9 | 0.5 | 0.2 | 0.7 | 1.2 | 2.8  |
| 13 | Cory Blackwell   | 21   | 60 | 0  | 9.2  | 1.5 | 4.0  | .367 | 0.0 | 0.0 | .000 | 0.5 | 0.9 | .509 | 0.7 | 0.9 | 1.6  | 0.4 | 0.4 | 0.1 | 0.7 | 0.9 | 3.4  |
| 14 | Danny Young      | 22   | 3  | 0  | 8.7  | 0.7 | 3.3  | .200 | 0.0 | 0.3 | .000 | 0.0 | 0.0 |      | 0.0 | 1.0 | 1.0  | 0.7 | 1.0 | 0.0 | 0.7 | 0.7 | 1.3  |
| 15 | John Schweitz    | 24   | 19 | 0  | 5.8  | 1.3 | 3.9  | .338 | 0.0 | 0.2 | .000 | 0.4 | 0.5 | .700 | 0.3 | 0.8 | 1.1  | 0.9 | 0.0 | 0.1 | 0.7 | 0.6 | 3.0  |

## Galardones y récords
| Jugador      | Galardón                               |
| Danny Vranes | 2.º Mejor quinteto defensivo de la NBA |
| Jack Sikma   | All-Star                               |